# Чемпионат СССР по современному пятиборью 1974
XXII чемпионат СССР по современному пятиборью был проведен в Москве с 5 по 10 июля 1974 года. Чемпионат СССР являлся главным соревнованием в системе отбора в состав команды для участия в чемпионате мира 1974 года в Москве. Награды разыгрывались только в личном первенстве.
На старт вышли 41 спортсмен. Из них 15- представляли Вооруженные Силы, 13 — Динамо, 3- Калев, 2 — Енбек, 2- Спартак, по одному пятиборцу были представлены общества — Буревестник, Авангард, Труд, Алга, Урожай и Красного знамени.

### Личное первенство.
| Дисциплина        | Золото                                                            | Серебро                                                           | Бронза                                                         |
| Личное первенство | Александр Мишнев · Украинская ССР · Киев, Вооруженные Силы · 5011 | Владимир Кравцов · Латвийская ССР · Рига, Вооруженные Силы · 4989 | Владимир Шмелев · Московская область · Вооруженные Силы · 4974 |

- Итоговая таблица.

| Место | Спортсмен         | Республика, спортивный клуб               | Сумма |
| ----- | ----------------- | ----------------------------------------- | ----- |
| 1.    | Александр Мишнев  | Украинская ССР Львов, «Вооруженные Силы»  | 5011  |
| 2.    | Владимир Кравцов  | Латвийская ССР Рига, «Вооруженные Силы»   | 4989  |
| 3.    | Владимир Шмелев   | Московская область, «Вооруженные Силы»    | 4974  |
| 4.    | Петр Горлов       | Москва, «Вооруженные Силы»                | 4973  |
| 5.    | Борис Онищенко    | Украинская ССР Киев, «Динамо»             | 4936  |
| 6.    | Сергей Лукьяненко | Москва, «Вооруженные Силы»                | 4910  |
| 7.    | Виктор Сватенко   | Казахская ССР, Алма-Ата, «Енбек»          | 4896  |
| 8.    | Павел Леднев      | Украинская ССР, Львов, «Вооруженные Силы» | 4869  |
| 9.    | Олег Булгаков     | РСФСР, Краснодар, «Динамо»                | 4856  |
| 10.   | Владимир Кряжев   | РСФСР, «Вооруженные Силы»                 | 4808  |
| 11.   | Леонид Иванов     | Украинская ССР Львов, «Профсоюзы»         | 4755  |
| 12.   | Виктор Жанков     | Москва «Труд»                             | 4741  |

## Командный чемпионат СССР по современному пятиборью
Командный чемпионат проходил в столице  Казахская ССР городе Алма-Ата с 20 по 25 сентября 1974 года.